# Zbigniew Konieczek
Zbigniew Stanisław Konieczek (ur. 30 kwietnia 1959) – inżynier kolejnictwa, prezes zarządu spółki Newag.

## Życiorys

### Wykształcenie
Absolwent Technikum Kolejowego w Nowym Sączu, oraz Politechniki Krakowskiej im. Tadeusza Kościuszki – inżynieria środków transportu, a także Wyższej Szkole Biznesu – NLU (zarządzanie, w ramach studiów podyplomowych).

### Kariera zawodowa
W 1979 rozpoczął karierę zawodową w ówczesnych Zakładach Naprawczych Taboru Kolejowego w Nowym Sączu. Początkowo objął stanowisko mechanika pojazdów spalinowych, a w latach 1984–1988 był mistrzem produkcji na wydziale napraw lokomotyw spalinowych. Od 1988 do 1996 pełnił funkcję kierownika oddziału napraw wózków wagonowych, w latach 1996–1997 był inżynierem marketingu, a następnie do 1998 specjalistą marketingu. Od 1998 do 2001 był prezesem zarządu Kuźni Glinik w Gorlicach, a 18 czerwca 2001 decyzją rady nadzorczej ZNTK Nowy Sącz został prezesem zarządu tej spółki. Za jego prezesury przedsiębiorstwo w 2005 zmieniło nazwę na Newag i wyprodukowało pierwszy własny pojazd szynowy, a w 2013 pozyskało pierwsze zamówienie zagraniczne i zadebiutowało na giełdzie.

## Życie prywatne
Mieszkał w pobliżu ZNTK Nowy Sącz, w których pracował jego ojciec i trzech wujków. W 2013 przeprowadził się do Kunowa.

## Nagrody i wyróżnienia
- 2012 – tytuł Człowiek roku – przyjaciel kolei nadany przez PKP Polskie Linie Kolejowe i Railway Busisness Forum za prace rozwojowe na rzecz budowy i modernizacji pojazdów kolejowych[8]
- 2012 – tytuł Ten, który zmienia polski przemysł 2012 nadany przez miesięcznik „Nowy Przemysł”[9]
- 2015 – złoty medal Akademii Polskiego Sukcesu za osiągnięcia na rzecz rozwoju taboru kolejowego[10].
- 2018 – tytuł „Honorowy Obywatel Miasta Nowego Sącza,” za zasługi na rzecz rozwoju miasta i regionu nadany przez Radę Miasta Nowego Sącza[11]
- 2020 – tytuł „Sądeczanin roku”, plebiscyt organizowany przez miesięcznik „Sądeczanin”[12]